# ATP Challenger Bahrain
Der ATP Challenger Bahrain (offiziell: Bahrain Challenger) war ein Tennisturnier, das einmal 1984 in Bahrain stattfand. Es gehörte zur ATP Challenger Tour und wurde im Freien auf Hartplatz gespielt.

## Liste der Sieger

### Einzel
| Jahr | Sieger       | Finalgegner | Ergebnis |
| ---- | ------------ | ----------- | -------- |
| 1984 | Tim Wilkison | Terry Moor  | 7:5, 6:0 |

### Doppel
| Jahr | Sieger                    | Finalgegner                | Ergebnis      |
| ---- | ------------------------- | -------------------------- | ------------- |
| 1984 | David Dowlen Nduka Odizor | Marty Davis Larry Stefanki | 7:6, 4:6, 6:3 |